# GPAT4
GPAT4 (англ. Glycerol-3-phosphate acyltransferase 4) – білок, який кодується однойменним геном, розташованим у людей на 8-й хромосомі. Довжина поліпептидного ланцюга білка становить 456 амінокислот, а молекулярна маса — 52 071.
| 10         |  | 20         |  | 30         |  | 40         |  | 50         |
| ---------- |  | ---------- |  | ---------- |  | ---------- |  | ---------- |
| MFLLLPFDSL |  | IVNLLGISLT |  | VLFTLLLVFI |  | IVPAIFGVSF |  | GIRKLYMKSL |
| LKIFAWATLR |  | MERGAKEKNH |  | QLYKPYTNGI |  | IAKDPTSLEE |  | EIKEIRRSGS |
| SKALDNTPEF |  | ELSDIFYFCR |  | KGMETIMDDE |  | VTKRFSAEEL |  | ESWNLLSRTN |
| YNFQYISLRL |  | TVLWGLGVLI |  | RYCFLLPLRI |  | ALAFTGISLL |  | VVGTTVVGYL |
| PNGRFKEFMS |  | KHVHLMCYRI |  | CVRALTAIIT |  | YHDRENRPRN |  | GGICVANHTS |
| PIDVIILASD |  | GYYAMVGQVH |  | GGLMGVIQRA |  | MVKACPHVWF |  | ERSEVKDRHL |
| VAKRLTEHVQ |  | DKSKLPILIF |  | PEGTCINNTS |  | VMMFKKGSFE |  | IGATVYPVAI |
| KYDPQFGDAF |  | WNSSKYGMVT |  | YLLRMMTSWA |  | IVCSVWYLPP |  | MTREADEDAV |
| QFANRVKSAI |  | ARQGGLVDLL |  | WDGGLKREKV |  | KDTFKEEQQK |  | LYSKMIVGNH |
| KDRSRS     |  |            |  |            |  |            |  |            |

A: Аланін

C: Цистеїн

D: Аспарагінова кислота

E: Глутамінова кислота

F: Фенілаланін

G: Гліцин

H: Гістидин

I: Ізолейцин

K: Лізин

L: Лейцин

M: Метіонін

N: Аспарагін

P: Пролін

Q: Глутамін

R: Аргінін

S: Серин

T: Треонін

V: Валін

W: Триптофан

Кодований геном білок за функціями належить до трансфераз, ацилтрансфераз. 
Задіяний у таких біологічних процесах, як метаболізм ліпідів, біосинтез ліпідів. 
Локалізований у мембрані, ендоплазматичному ретикулумі.